# Oscar Lorenzo Fernández
Oscar Lorenzo Fernández (født 4. november 1897 i Rio de Janeiro, Brasilien – død 27. august 1948) var en brasiliansk komponist.
Han har skrevet en masse orkester og vokal musik og omkring 80 stykker for klaver, feks. to symfonier, og orkester stykket Batuque og Pastoral Suite, som blev spillet hyppigt af Leonard Bernstein og New York Philharmonic.

## Udvalgte værker
- Symfoni nr. 1 (1945) - for orkester
- Symfoni nr. 2 "Smaragdjægeren" (1947) - for orkester
- Violinkoncert (19?) - for violin og orkester
- "Amaya" (1930) – Inka ballet
- "Batuque" (1930) - for orkester
- "Malazarte" (1931-1933) - opera